# National Cancer Institute

Logo National Cancer Institute

National Cancer Institute (NCI) – dział amerykańskiej agencji rządowej o nazwie National Institutes of Health. Koordynuje on National Cancer Program i finansuje badania nad nowotworami prowadzone w całych Stanach Zjednoczonych.
Jego główna siedziba znajduje się w Rockville w Marylandzie, a najważniejsze ośrodki w Bethesdzie i Fort Detrick, w tym samym stanie. 
National Cancer Institute powstał na mocy National Cancer Act, podpisanego przez prezydenta Franklina Delano Roosevelta 5 sierpnia 1937.